# Kaukvere jõgi
Kaukvere jõgi är ett vattendrag i Estland.   Det ligger i landskapet Ida-Virumaa, i den centrala delen av landet, 130 km öster om huvudstaden Tallinn.